# 眞壁照男
眞壁 照男（まかべ てるお、1996年5月4日 - ）は、ジャパンラグビーリーグワン東芝ブレイブルーパス東京に所属するラグビー選手。

## プロフィール
- 広島県福山市出身。
- ポジションはプロップ (PR)。
- 身長: 172 cm、体重: 110 kg
- ニックネームはてるお、てる。
- 兄の貴男もラグビー選手（現・リコーブラックラムズ東京）。

## 略歴
4歳でラグビーを始めた。
2015年、桐蔭学園高校卒業後、立教大学に入学。
2018年、立教大学ラグビー部の副将に就任した。
2019年、立教大学卒業後、東芝ブレイブルーパス (現・東芝ブレイブルーパス東京)に加入。
2021年2月20日にジャパンラグビートップリーグ第1節トヨタ自動車ヴェルブリッツ戦に途中出場で公式戦初出場を果たす。